# Tectarius niuensis
Tectarius niuensis is een slakkensoort uit de familie van de Littorinidae. De wetenschappelijke naam van de soort is voor het eerst geldig gepubliceerd in 1997 door D.G. Reid & Geller.